# Pasar Huristak
Pasar Huristak is een bestuurslaag in het regentschap Padang Lawas van de provincie Noord-Sumatra, Indonesië. Pasar Huristak telt 7227 inwoners (volkstelling 2010).